# Саулов, Саул Аронович
Саул Аронович Саулов (1896 — 16 апреля 1939) — советский дипломат, разведчик.

## Биография
Родился в деревне Мартусовка Полтавской губернии в семье земледельца-арендатора.
С 1906 года вместе с семьей жил в Киеве. В 1916 году окончил коммерческое училище. Учился в Коммерческом институте в Киеве, со 2-го курса был мобилизован на военную службу. Служил рядовым 1-го Туркестанского стрелкового полка на Юго-Западном фронте.
В период австро-германской оккупации Украины в 1918 году работал в страховой конторе, был связан с большевистским подпольем.
С января 1919 года, после восстановления советской власти на Украине, — уездный комиссар финансов в Лубнах. Летом 1919 года участвовал в ликвидации мятежа атамана Григорьева. Во время отступления Красной Армии с Украины — уполномоченный по эвакуации ценностей из Полтавской губернии.
Член ВКП(б) с 1919 года (в марте — сентябре 1917 года — меньшевик).
С сентября 1919 года — в Москве.
В начале 1920 года направлен на дипломатическую работу в Туркестан. Работал в Бухаре сотрудником по особым поручениям при полпредстве (помощник военного атташе, после вступления Красной Армии в Бухару и свержения бухарского эмира — начальник политотдела Бухарской группы войск), консулом в Герате (Афганистан, март — сентябрь 1921 года), секретарем представительства НКИД в Ташкенте, заместитель уполномоченного НКИД в Кульдже (Западный Китай, 1922—1923 года).
В 1923 году работал в НКИД референтом отдела Среднего Востока.
В 1925 году окончил восточный факультет Военной академии РККА имени М. В. Фрунзе.
Работал в полпредстве СССР в Турции в должности 2-го секретаря.
С марта 1927 года переведен в распоряжение ИНО ОГПУ, оставаясь под дипломатическим прикрытием. С июня 1928 года — вице-консул в Стамбуле.
В дальнейшем работал в центральном аппарате внешней разведки: помощник начальника отделения ИНО ГУГБ НКВД СССР.

## Репрессия
16 января 1938 года был арестован. 15 апреля 1939 года был обвинен в участии в контрреволюционной террористической заговорщической организации в органах НКВД. Приговорён Военной коллегией Верховного суда к высшей мере наказания и на следующий день расстрелян на полигоне Коммунарка.